# 설야 (드라마)
《설야》는 1983년 12월 24일에 방영된 TV문학관이다.

## 줄거리
민형기(백윤식)는 다섯 명의 아내를 둔 돈 많은 이버지의 아들로 태어나 외로움과 갈등 속에서 살아간다. 형기네 형제들은 아버지가 세상을 떠나자 재산 상속을 둘러싸고 갈등을 빚는다. 인간의 끝없는 욕심에 환멸을 느낀 그는 돈보다 소중한 것을 아는 사람들을 찾아 나선다.
서울 변두리 어느 고물상에 안착한 형기는 주방 일을 하는 송씨 아주머니(여운계)의 눈물겨운 사연을 듣고 도와주고 싶은 충동을 느끼게 되는데...

## 출연
- 백윤식
- 하미혜
- 박병호
- 여운계
- 전원주
- 백준기
- 조남경
- 박규식
- 하대경
- 이미경
- 신종섭
- 황민
- 조은덕
- 조형숙
- 고광우
- 이종우
- 정인철
- 전광렬